# شانگدی

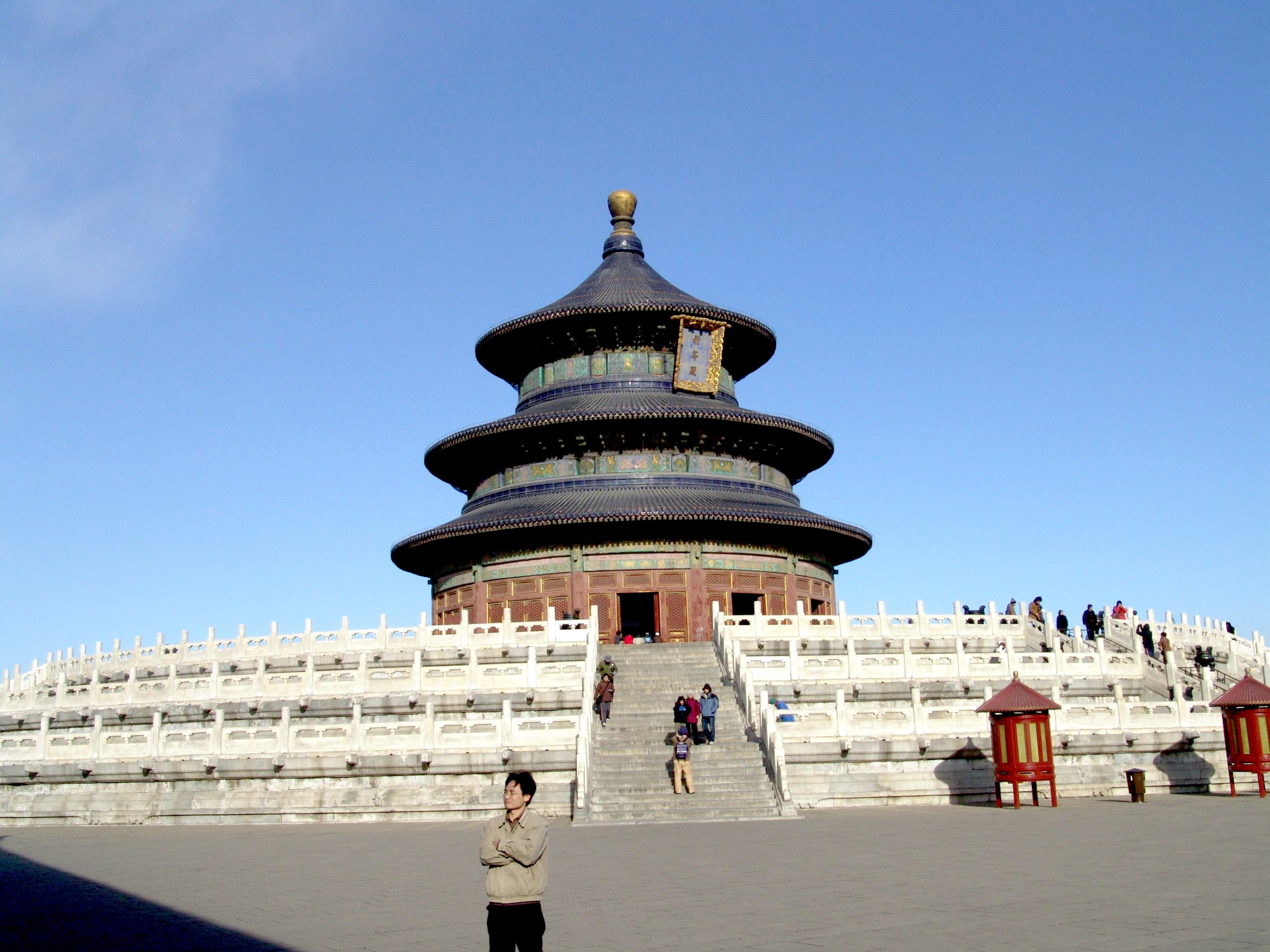
معبد آسمان.

شانگدی ((به چینی: 上帝)، (به پین‌یینی:  Shàngdì)) یا شانگ-تی که به صورت کوتاه، دی یا تیانز هم گفته می‌شود، خدای بزرگ و خدای آسمان‌ها در ادیان سنتی چینی است. از سویی، او «تیان» (بهشت)، «جهان» و «همه‌چیز بزرگ» نیز شناخته می‌شود.